# Beatmusik
Beatmusik bzw. Beat (von englisch to beat ‚schlagen‘) ist ein vor allem von 1960 bis Anfang der 1970er Jahre gebräuchlicher Begriff für auf Gitarrenspiel basierenden Pop-Rock von Beatbands. Als musikalische Vorbilder dienten der amerikanische Rock ’n’ Roll und britische Skiffle, meistens gespielt von Bands mit zwei bis drei E-Gitarren, einem E-Bass, einem Saxophon und einem Schlagzeug. Die bekannteste Gruppe, die diesen Stil mitentwickelte und populär machte, waren die Beatles.

## Geschichte
Zuerst in England, vorwiegend in London und Liverpool, fanden sich Schülerbands zusammen, die ihre ersten Auftritte in kleinen Clubs und Pubs hatten. Abgeleitet vom River Mersey, der in Liverpool in die Irische See mündet, wird der Musikstil auch gleichrangig als Merseybeat bezeichnet. Im Gegensatz zum Rock ’n’ Roll der 1950er Jahre spielten sie nicht in feinen Kostümen, sondern in ihrer Straßen- oder Arbeitskleidung. Da im Gegensatz zum Rock ’n’ Roll der erste Beat im 4/4-Takt betont und geschlagen wurde, entstand eine andere Rhythmusfolge, die Musik wurde gleichförmiger und homogener. Sie kam bei der Jugend an, und es fanden die ersten Beatkonzerte statt. Die britische Radiostation BBC wurde auf die neue Art der Musik aufmerksam. Einige Bands wurden eingeladen und die ersten Live-Übertragungen der neuen Musikrichtung fanden statt. Über die BBC sowie den Soldatensender BFBS wurde die Beatmusik in alle Sendegebiete der Welt übertragen. Als einer der ersten nicht-britischen Radiosender Europas griff dann Radio Luxemburg Beat auf.

### Bundesrepublik Deutschland
Bei vielen Erwachsenen war der Begriff Beat negativ besetzt; er stand für Rebellion, lange Haare und große Lautstärke.
In der Bundesrepublik begann der Fernsehsender Radio Bremen (damals noch in Schwarzweiß), britische Musikgruppen einzuladen; 1965 rief er den Beat-Club ins Leben. Unter dessen Moderatoren ragte Uschi Nerke heraus, die von 1965 bis 1972 die Musik präsentierte. Es bildeten sich in den Großstädten erste Beatgruppen, zum Beispiel The Lords in Berlin und The Rattles sowie Cisco and his Dynamites in Hamburg. Auch der Sänger Drafi Deutscher stand dem Beat nahe. In Kirchen wurden gelegentlich Jugendgottesdienste mit Beatmusik-Charakter als Beatmesse abgehalten. Der vielverkaufte und prämierte Fotoband Beat in Liverpool (1965, als Schönstes Buch ausgezeichnet), gestaltet von Juergen Seuss, bildete die junge Subkultur erstmals wohlwollend im Druck ab.

### DDR
Im Ostblock leitete KPdSU-Generalsekretär Chruschtschow im Oktober 1961 eine zweite Welle der Entstalinisierung ein. Das DDR-Regime stabilisierte sich nach dem Bau der Mauer.
Gegenüber den Jugendlichen gab die SED-Führung bestimmte Formen der Gängelung auf, besonders hinsichtlich der Importe westlicher Tanzformen. So hieß es in einem Politbürobeschluss 1963: „Niemandem fällt ein, der Jugend vorzuschreiben, sie solle ihre Gefühle und Stimmungen beim Tanzen nur im Walzer- oder Tangorhythmus ausdrücken. Welchen Takt die Jugend wählt, ist ihr überlassen: Hauptsache, sie bleibt taktvoll!“ Der damalige FDJ-Vorsitzende Horst Schumann engagierte sich als öffentlicher Aktivist für den bis dahin verpönten Modetanz „Twist“, um das „muffige“ Image der FDJ zu verbessern. Am Deutschlandtreffen der Jugend im Mai 1964 nahmen neben einer halben Million DDR-Jugendlicher auch 25.000 Teilnehmer aus der Bundesrepublik und West-Berlin teil. Ein Jugendprogramm des Berliner Rundfunks ging rund um die Uhr auf Sendung, fand großen Anklang und bekam als DT64 einen festen Sendeplatz.
Auch in der DDR formierten sich zahlreiche Beatgruppen, wie die Sputniks, die Butlers oder das Franke Echo Quintett. Am 14. Oktober 1964 wurde Chruschtschow gestürzt. Schnell endete danach auch eine entspannte Phase in der DDR: Die DDR-Regierung verbot Beat-Musik. Diese Verbote führten zur Leipziger Beatdemo am 31. Oktober 1965.
Das SED-Regime ging in die Offensive: Es ließ in den Medien, die allesamt staatsgelenkt und zensiert waren, gegen „Rowdytum“, „Gammler“, „Langhaarige“, „Verwahrloste“ und „Herumlungernde“ agitieren. Die FDJ-Führung unterstützte Aktionen, bei denen Schülern von ihren Klassenkameraden die Haare abgeschnitten wurden. Erich Honecker wetterte gegen die Beatmusik bei DT64 und gegen die „zynischen Verse“ des Liedermachers Wolf Biermann, gegen den ein Auftrittsverbot verhängt wurde.
Anschließend gab es den Spruch in der DDR: „Der Beat ist tot, es lebe Herbert Roth.“

### Andere Länder
Von den Niederlanden aus stachen Schiffe in See, die außerhalb der Hoheitsgewässer Beat mit Werbung sendeten, die so genannten Piratensender, wie Radio Veronica, Radio Caroline und Radio Nordzee. Sie hatten ein breites Publikum in den Beneluxländern und auch in Westdeutschland bis ins Ruhrgebiet. Der niederländische Sender Hilversum 3 wurde gegründet, um den Piratensendern Konkurrenz zu machen.
Bekannte britische Beatbands waren u. a. The Beatles, The Rolling Stones, The Who, The Animals, Manfred Mann, The Hollies, Small Faces, Herman’s Hermits, The Kinks, The Shadows, The Searchers und Gerry and the Pacemakers, zu den US-amerikanischen Beatgruppen zählten The Monkees, The Turtles und The Beach Boys. Aus Australien kamen The Easybeats.
In Frankreich wandten sich zunächst Rock-’n’-Roller, wie Richard Anthony, Johnny Hallyday und Claude Piron alias Danny Boy et ses Pénitents, erfolgreich der Beatmusik zu und läuteten damit die „période yéyé“ ein. Abgesehen von wenigen Ausnahmen, wie Johnny Hallyday, der 1966 gemeinsam mit den Rattles eine Platte auf Deutsch aufnahm, blieb der Erfolg des Franco-Beat vorwiegend auf den französischen Markt beschränkt.
In der Schweiz waren die Sauterelles international erfolgreich, auch bekannt als „Swiss-Beatles“.
Der schlagartige Erfolg britischer Beatgruppen in den USA Mitte der 1960er Jahre wird auch als British Invasion (engl. „britische Invasion“) bezeichnet.
Ende der 1960er Jahre ging Beatmusik mehr und mehr in die Rockmusik über, Elemente von Orchestern kamen dazu, die Elektronik hielt Einzug. Die Haare wurden noch länger, Proteste gegen Missstände in der Welt wie den Vietnamkrieg stärker.
Im Zuge einer Retrowelle zu Beginn des 21. Jahrhunderts wurden auch Elemente des Beat in der Rock- und Popmusik von Bands wie The Libertines, The White Stripes, The Hives und anderen aufgegriffen.